# Route nationale 503
Die N503 war von 1933 bis 1973 eine französische Nationalstraße, die zwischen Riotord und Saint-Pierre-de-Bœuf verlief. Ihre Länge betrug 40 Kilometer. 1978 wurde die N203A in N503 umnummeriert. Die Abstufung erfolgte 2006 zur D903.